# Definido débil
Un definido débil es una frase nominal determinada por un artículo definido que, en contraste con una frase definida regular (definido regular), no atiende al requisito de unicidad al que está sujeto esta última, además de mostrar otras conductas morfosintácticas y semánticas particulares (Carlson y Sussman, 2005; Poesio, 1994).

## Definidos regulares y el requisito de unicidad
Un definido regular (o frase nominal definida regular) es, desde el punto de vista de su composición,  un sintagma cuyo núcleo es un sustantivo, y que se acompaña de un determinante o artículo definido, como el presidente, la esquina, los edificios o las columnas. Desde el punto de vista de su significado, se trata de una frase que designa un individuo único en un contexto determinado, como lo propone Russel (1905), en la teoría más aceptada hasta el momento para dar cuenta de estas expresiones.  En virtud de esta obediencia al requisito de unicidad, un definido regular no puede ser empleados aceptablemente en contextos en los cuales más de una entidad puede ser referida por él, como se muestra en el ejemplo de (1), donde la oración es inadecuada (#):   
| 1) | Contexto: | Un hombre sentado en un café con varios libros en la mesa |
|    | Oración:  | #El hombre va a leer el libro.                            |

## Definidos débiles, el requisito de unicidad
Un definido débil, en oposición a lo que sucede con uno regular, puede desatender el requisito de unicidad y ocurrir en contextos donde más de una entidad satisface su contenido descriptivo (Carlson y Sussman, 2005). Por ello, en el ejemplo de (2) la oración con el definido débil el periódico es aceptable:   
| 2) | Contexto: | Un hombre sentado en un café con varios periódicos en la mesa |
|    | Oración:  | El hombre va a leer el periódico.                             |

## El diagnóstico de las frases verbales elididas
Una demostración lingüística de que el requerimiento de unicidad es atendido por los definidos regulares, pero no así por lo definidos débiles, tiene que ver con la presencia de frases verbales  elididas y representadas por el adverbio también (Carlson y Sussman, 2005);  esto se ilustra mediante la oposición entre el ejemplo (3) y el ejemplo (4). En el ejemplo (3), la oración el hombre lee el libro y la mujer también lee el libro,  que contiene el definido regular el libro, es inaceptable porque solamente puede ser interpretada como que el hombre y la mujer leyeron el mismo libro, lo cual es incompatible con el contexto brindado. En el ejemplo de (4), la oración el hombre lee el periódico y la mujer también lee el periódico,  que contiene el definido débil el libro, es perfectamente aceptable porque no se interpreta como que el hombre y la mujer leyeron el mismo periódico:
| 3) | Contexto: | Un hombre y una mujer están sentados en la misma mesa de un café. El hombre lee un libro titulado 2666 y la mujer uno titulado Americanah. |
|    | Oración:  | #El hombre lee el libro y la mujer también.                                                                                                |

| 4) | Contexto: | Un hombre y una mujer están sentados en la misma mesa de un café. El hombre lee un periódico titulado El País y la mujer uno titulado Clarín. |
|    | Oración:  | El hombre lee el periódico y la mujer también.                                                                                                |

## Propiedades adicionales de los definidos débiles
Además de desatender el requerimiento de unicidad, los definidos débiles presentan una serie de conductas peculiares (véase Carlson y Sussman 2005; Aguilar Guevara 2014, para una revisión completa de ellas). Por ejemplo, solamente un rango restringido de sustantivos pueden ser núcleos de definidos débiles (5a); si el sustantivo no es de este tipo, entonces el sintagma definido que encabece solamente puede ser interpretado como definido regular (5b):      
| 5) | a. | Lola fue al hospital y María también (lectura débil)     |
|    |    | (Lola y María pudieron haber ido a distintos hospitales) |

|  | b. | Lola fue al restaurante y María también (lectura NO débil)    |
|  |    | (Lola y María no pudieron haber ido a distintos restaurantes) |

Asimismo, el rango de verbos y preposiciones que pueden regir definidos débiles es restringido:
| 6) | a. | Lola fue al hospital y María también (lectura débil)     |
|    |    | (Lola y María pudieron haber ido a distintos hospitales) |

|  | b. | Lola compró el hospital y María también (lectura NO débil)  |
|  |    | (Lola y María pudieron haber comprado distintos hospitales) |

Otro ejemplo de estas propiedades peculiares es que los definidos débiles solamente admiten modificación de adjetivos derivados de un sustantivo (como psiquiátrico de psiquiatría) que expresan la propiedad de ser relativo al tipo de objeto que denota el sustantivo (7a); como resultado de esta restricción, cuando un definido débil es modificado por otro tipo de adjetivo (7b), el efecto “débil” se pierde:
| 7) | a. | Selene está internada en el hospital psiquiátrico y María también. (lectura débil) |
|    |    | (Selene y María pueden estar internadas en distintos hospitales)                   |

|  | b. | Selene está internada en el hospital antiguo y María también. (lectura NO débil) |
|  |    | (Selene y María no pueden estar internadas en distintos hospitales)              |

Finalmente, otro rasgo que presentan los definidos débiles es una dudosa capacidad para funcionar como referentes de pronombres anafóricos:
| 8) | ? Martha leyó el periódicoi y loi subrayo ́con un plumón verde y Selene también (lectura NO débil) |  |
|    | (Martha y Selene no pudieron haber leído y comprado periódicos distintos)                         |  |